# Pistol (mynt)

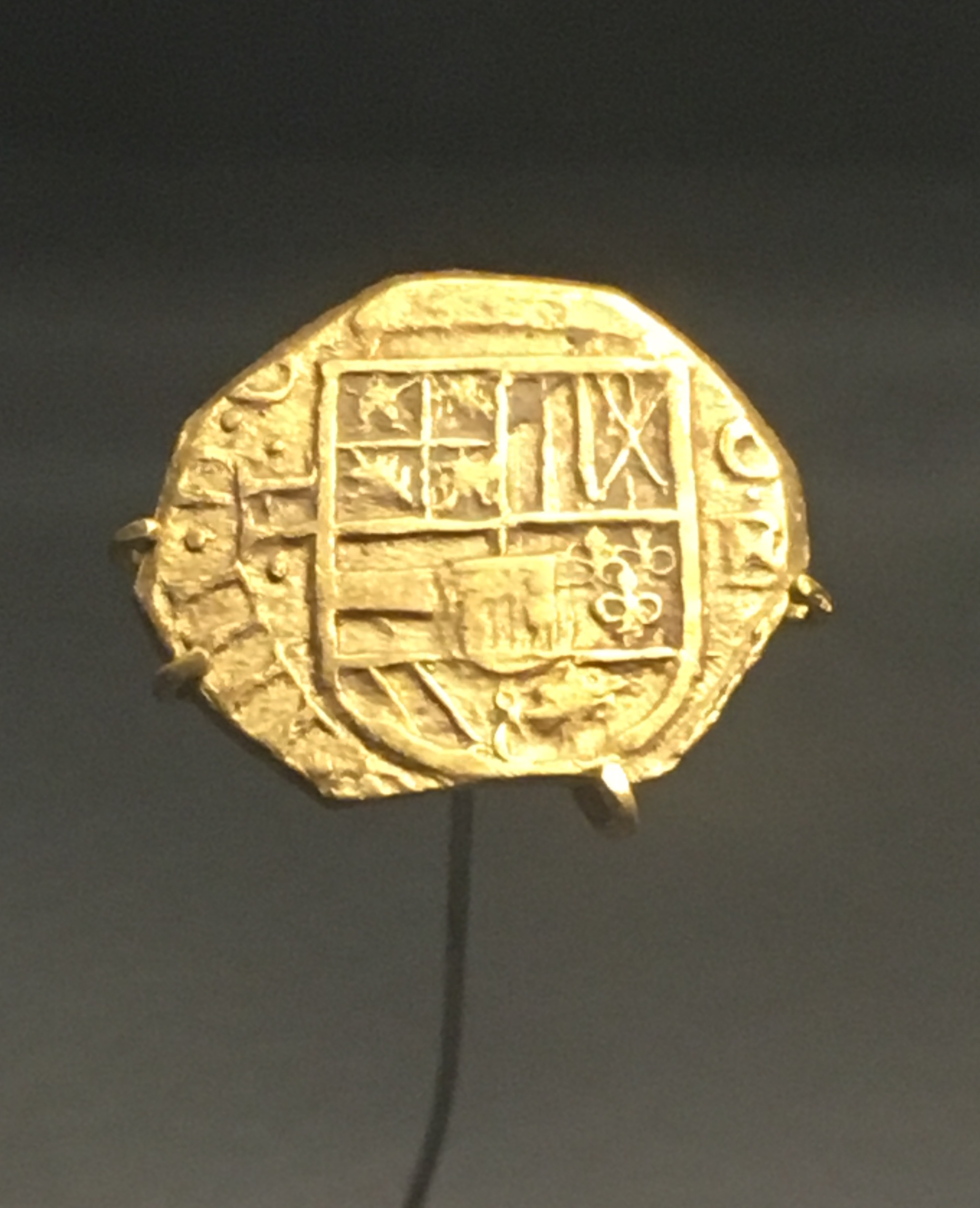
Pistol från 1630 med
Filip IV:s vapen.

Pistol (tyska och äldre franska pistole, italienska pistola) är en benämning på det spanska guldmyntet dublon de á dos, motsvarande 2 escudo.
Pistoler, som först präglades under Filip II, hade en finvikt av 6,2-5,92 gram guld. Efter pistolerna som modell präglades från 1641 i Frankrike Louis-d'orer och från omkring 1700 i Tyskland olika guldmynt, namngivna efter myntherren med tillägg av d'or som till exempel Friedrichs-d'or.